# Lukáš Adam
Lukáš Adam (* 5. září 1980 Pardubice) je bývalý český profesionální fotbalista. Nastupoval na pozici záložníka, naposledy hrál za Bohemians 1905.
Nejvyšší českou ligu začal hrát v SK Dynamo České Budějovice, kde vydržel až do roku 2007. V té době si ho na hostování stáhlo vedení Bohemians 1905 a v létě toho roku se hostování změnilo v přestup. V zimě 2008 odešel na hostování do druholigové Dukly Praha, po půl roce se v červenci vrátil zpět do Bohemians. Po podzimu 2009 ukončil profesionální kariéru.